# Anonimo francofortese
Anonimo francofortese è il nome che ci è giunto – e che usiamo per riferirci a lui – di un autore della fine del Trecento che secondo alcuni si chiamava Heinrich von Bergen e secondo altri Johannes Längler o Lägeler, ipotesi che tuttavia restano entrambe non confermate.
Pare comunque assodato che si trattasse di un chierico, senza dubbio assai colto e conoscitore dei massimi autori di ambito spirituale (Boezio, Agostino, Dionigi, Bonaventura, Tommaso d’Aquino ecc...) ma soprattutto dei cosiddetti mistici renani o renano-fiamminghi – i cui principali esponenti (soprattutto i domenicani Meister Eckhart, Giovanni Taulero ed Enrico Suso) gli erano sicuramente ben noti. Si può dunque considerare contiguo (se non proprio interno) alla tradizione teologica neoplatonico-cristiana.

## Opera
L'opera che lo ha reso famoso si intitola Teologia Tedesca (Theologia deutsch), un po' meno nota come Libretto della vita perfetta ed ebbe nei secoli diffusione vastissima (nel 1961 se ne contavano 190 edizioni). La sua importanza storica deriva soprattutto dal fatto che influenzò il pensiero di grandi mistici, come Giovanni della Croce, filosofi e teologi, come Lutero (per il quale costituì anzi una primaria fonte di ispirazione) che ne curò un'edizione in volgare pubblicata nel 1518, intitolandola appunto polemicamente Teologia tedesca in contrapposizione alla Teologia cattolica, cioè tomistica.
In estrema sintesi e riprendendo le parole del manoscritto di Bronnbach, il libretto «insegna molte preziose dottrine della verità divina», a distinguere dunque la «vera luce» dalla «falsa luce» nonché a riconoscere i veri «amici di Dio» dai falsi «liberi spiriti», in sostanza riprendendo l'essenziale insegnamento eckhartiano passato attraverso la mediazione di Taulero.

## Pensiero
Schopenhauer definì immortale l'opera del Francofortese, paragonandolo addirittura a Buddha e a Platone, la qual cosa può sembrare eccessiva ma probabilmente non lo è: tutto quel che esiste è buono e piacevole e questo mondo è già il paradiso o almeno un suo «sobborgo»; affermazione che alla normale sensibilità può sembrare paradossale, abituata com'è a pensare alla presenza del male e del dolore come ineliminabili accidenti dell'esistenza e al paradiso o all'eternità come a un eventuale al di là. C'è però una condizione perché questo pensiero sia compreso e condiviso: che sia morta la volontà propria, quell’amor sui che è alla radice di ogni male e peccato. «Questa riflessione e questa esperienza appartengono in proprio alla coscienza religiosa, per la sua abitudine al confronto con l'Assoluto. È la coscienza religiosa a scoprire la pochezza, la finitezza, la determinatezza – e con ciò la meschinità, l'utilitarismo, la radicale negatività – della volontà propria rispetto all'Assoluto, che, come il sole, su tutto risplende... Come si esprime il Francofortese all'inizio, solo quando si scopre il Tutto e il perfetto, si getta via il parziale e l'imperfetto.
Perché proprio di questo si tratta: di trovare l'io vero, essenziale, e non più l'accidentale io psicologico, che non è affatto ciò che noi siamo davvero». Si tratta in sintesi del classico mistico Deum pati, «patir Dio».
Risulta chiaro, anche solo da queste brevi considerazioni, che si pone qui il problema della compatibilità col cristianesimo storicamente determinato, così come lo si pone di fronte a tutta la produzione mistico-speculativa. Risuona la pur pertinente domanda (retorica?) di Massimo Cacciari ripresa nella breve Prefazione a mistica e filosofia di Marco Vannini: «Cristianesimo paradossale... Ma – ancora cristianesimo?». Quel cristianesimo (appunto: mitologia cristiana) che Schopenhauer non esita a definire accidentale e inessenziale se non addirittura di ostacolo all'esperienza spirituale. Sarà forse per questo che oggi torna ad appassionare il dibattito sulla riflessione dell'Anonimo, quella cioè che si colloca su quel sottilissimo discrimine che intercorre tra mistica e ateismo, come già faceva notare anche Nietzsche.